# Tanytarsus limneticus
Tanytarsus limneticus är en tvåvingeart som beskrevs av James E. Sublette 1964. Tanytarsus limneticus ingår i släktet Tanytarsus och familjen fjädermyggor. Inga underarter finns listade i Catalogue of Life.